# Уилсон, Дэнни (шотландский футболист)
Дэ́ниел Уи́лсон (англ. Daniel Wilson; 27 декабря 1991, Ливингстон, Уэст-Лотиан, Шотландия), более известный как Дэ́нни Уи́лсон (англ. Danny Wilson) — шотландский футболист, защитник клуба «Куинз Парк». Наиболее известен по выступлениям за «Рейнджерс» и «Харт оф Мидлотиан». Помимо этих команд, Уилсон на более ранних этапах карьеры защищал цвета таких коллективов, как английские «Ливерпуль», «Блэкпул» и «Бристоль Сити». Также он прошёл путь от сборной своей страны для игроков до 17 лет до первого состава «тартановой армии».

## Клубная карьера

### «Рейнджерс»
Уилсон является воспитанником шотландского клуба «Рейнджерс». До перевода в первый состав «джерс» в 2008 году был капитаном молодёжной команды глазговского клуба. В то же время журналисты страны прочили Уилсону большое будущее, сравнивая его игру с манерой выступлений известного защитника национальной сборной Шотландии Алана Хансена. В своём первом «взрослом» сезоне в «Рейнджерс» Дэнни так и не появился на поле ни разу, хотя и достаточно часто включался в заявку на игру. Перед финалом Кубка Шотландии сезона 2008/09, в котором «джерс» встречались с «Фалкирком», главный тренер глазговцев, Уолтер Смит заявил о своём желании выпустить Уилсона на замену в случае удачно складывающегося матча. Поединок получился очень тяжёлым и напряжённым для обеих команд, в упорной борьбе «рейнджеры» победили 1:0, а Дэнни вновь был оставлен на скамейке запасных.
Дебют Уилсона в составе «Рейнджерс» состоялся 27 октября 2009 года в матче Кубка лиги, где «джерс» переиграли соперников из «Данди» со счётом 3:1. Через неделю Дэнни стал самым юным игроком в истории глазговцев, сыгравшим в еврокубковой встрече — 4 ноября на момент своего выхода на поле в поединке Лиги чемпионов против румынской «Унири» возраст Уилсона составлял 17 лет и 312 дней. 27 марта 2010 года Дэнни забил своей первый гол в составе «джерс» — произошло это в матче шотландской Премьер-лиги «Харт оф Мидлотиан» — «Рейнджерс».
К концу сезона 2009/10 Уилсон завоевал место в основном составе глазговской команды, где он составил пару центральных защитников с капитаном клуба Дэвидом Уэйром. По итогам этого же футбольного года «Рейнджерс» защитил титул чемпиона Шотландии и стал обладателем Кубка лиги (в финальной встрече этого турнира против «Сент-Миррена» Дэнни был удалён с поля). Одну из важных ролей в этом сыграл именно Дэнни. Учитывая эти заслуги, а также отмечая несомненный талант юного игрока, коллеги-футболисты признали Уилсона «Лучшим молодым игроком года». В голосовании на приз «Молодого игрока сезона» по версии журналистов победил также Дэнни. Фанаты «Рейнджерс» оценили его вклад в общую победу клуба — Уилсон стал «Лучшим молодым игроком» «джерс» в сезоне 2009/10 по версии болельщиков.

### «Ливерпуль»
В начале апреля 2010 года желание приобрести талантливого футболиста выразил английский «Ливерпуль», в «Рейнджерс» же, в свою очередь, заявили о скором предложении Уилсону нового контракта. 8 мая в прессе появились сообщения, что Дэнни отклонил предложение о продлении текущего контракта с «джерс», мотивируя это желанием перейти в стан «красных». «Ливерпуль» сразу же сделал «Рейнджерс» предложение по Уилсону в размере 2 миллионов фунтов стерлингов, которое устроило глазговцев. 9 мая стало известно, что сумма сделки составила 2,5 миллиона фунтов. Официальное объявление трансфера было отложено на некоторое время, но 20 июля оба клуба подтвердили, что все условия согласованы, и Дэнни вскоре прибудет в Англию для подписания контракта. 21 июля Уилсон официально стал игроком «Ливерпуля», подписав с «красными» 3-летнее соглашение о сотрудничестве. В новой команде Дэнни взял футболку с номером «22».
Начало сезона 2010/11 Уилсон провёл в резервном составе «красных». 20 октября молодой защитник забил свой первый гол за дублёров «Ливерпуля», поразив ворота «Блэкберн Роверс». Дебют шотландца в первом составе «красных» состоялся 22 сентября в поединке Третьего раунда Кубка лиги, в котором клуб Уилсона сенсационно уступил в серии послематчевых пенальти представителю Второй английской лиги, «Нортгемптон Таун». 17 февраля шотландец провёл полный матч в рамках Лиги Европы с пражской «Спартой» и за свою игру удостоился похвалы от наставника «Ливерпуля» Кенни Далглиша. 27 февраля 2011 года Дэнни дебютировал в английской Премьер-лиге, проведя полный матч против «Вест Хэм Юнайтед». Следующую встречу за мерсисайдцев Уилсон сыграл 17 марта, приняв участие в поединке Лиги Европы с португальской «Браги». До конца сезона 2010/11 в составе «красных» Дэнни провёл ещё лишь один матч, выйдя на поле вместо травмированного одноклубника Даниэля Аггера во встрече Премьер-лиги «Вест Бромвич Альбион» — «Ливерпуль».
18 октября 2011 года Уилсон принял участие в товарищеском матче, в котором встречались нынешняя и бывшая команды шотландца — коллектив с «Энфилда» и «Рейнджерс», соответственно.

### «Блэкпул»
31 декабря 2011 года пресс-служба «Ливерпуля» распространила новость, что Уилсон в первый день 2012 года по арендному соглашению до конца сезона 2011/12 перейдёт в клуб Чемпионшипа «Блэкпул». 7 января Дэнни впервые защищал цвета «мандаринов» в официальном матче — в тот день в рамках Третьего раунда Кубка Англии команда шотландца разгромила «Флитвуд Таун» со счётом 5:1.

### «Бристоль Сити»
22 ноября 2012 года Уилсон был вновь отдан «Ливерпулем» в аренду — на этот раз новым временным работодателем шотландца стала команда «Бристоль Сити». Срок ссудного договора был заключён сроком на два месяца. За «малиновок» Дэнни провёл всего один матч, когда 24 ноября вышел на замену в добавленное время встречи с «Мидлсбро».

### «Харт оф Мидлотиан»
18 января 2013 года Уилсон был арендован шотландским «Харт оф Мидлотиан». Уже на следующий день Дэнни дебютировал в составе эдинбургцев, сыграв полный матч против «Селтика».

### Возвращение в «Рейнджерс»
В июне 2015 года Уилсон вернулся на «Айброкс», подписав контракт на три года.

### «Колорадо Рэпидз»
29 января 2018 года Уилсон перешёл в клуб MLS «Колорадо Рэпидз». За американский клуб дебютировал 27 февраля в ответном матче ⅛ финала Лиги чемпионов КОНКАКАФ 2018 против другого представителя MLS, канадского «Торонто». 11 мая 2019 года в принципиальном поединке против «Реал Солт-Лейк» забил свой первый гол за «Колорадо Рэпидз». 19 января 2022 года Уилсон продлил контракт с «Колорадо Рэпидз» до конца сезона 2023 с опциями на сезоны 2024 и 2025. 2 января 2024 года «Колорадо Рэпидз» отчислил Уилсона.

### «Куинз Парк»
1 февраля 2024 года Уилсон вернулся играть в Шотландию, подписав 18-месячный контракт с клубом Шотландского Чемпионшипа «Куинз Парк».

### Клубная статистика
| Клуб                         | Сезон                        | Чемпионат | Чемпионат | Кубок | Кубок | Кубок Лиги | Кубок Лиги | Еврокубки | Еврокубки | Итого | Итого |
| Клуб                         | Сезон                        | Игры      | Голы      | Игры  | Голы  | Игры       | Голы       | Игры      | Голы      | Игры  | Голы  |
| ---------------------------- | ---------------------------- | --------- | --------- | ----- | ----- | ---------- | ---------- | --------- | --------- | ----- | ----- |
| Рейнджерс                    | 2009/10                      | 14        | 1         | 5     | 0     | 3          | 0          | 2         | 0         | 24    | 1     |
| Всего за «Рейнджерс»         | Всего за «Рейнджерс»         | 14        | 1         | 5     | 0     | 3          | 0          | 2         | 0         | 24    | 1     |
| Ливерпуль                    | 2010/11                      | 2         | 0         | —     | —     | 1          | 0          | 5         | 0         | 8     | 0     |
| Ливерпуль                    | 2011/12                      | —         | —         | —     | —     | 1          | 0          | —         | —         | 1     | 0     |
| Всего за «Ливерпуль»         | Всего за «Ливерпуль»         | 2         | 0         | 0     | 0     | 2          | 0          | 5         | 0         | 9     | 0     |
| Блэкпул                      | 2011/12                      | 6         | 0         | 4     | 0     | —          | —          | —         | —         | 10    | 0     |
| Всего за «Блэкпул»           | Всего за «Блэкпул»           | 6         | 0         | 4     | 0     | 0          | 0          | 0         | 0         | 10    | 0     |
| Бристоль Сити                | 2012/13                      | 1         | 0         | —     | —     | —          | —          | —         | —         | 1     | 0     |
| Всего за «Бристоль Сити»     | Всего за «Бристоль Сити»     | 1         | 0         | 0     | 0     | 0          | 0          | 0         | 0         | 1     | 0     |
| Харт оф Мидлотиан            | 2012/13                      | 11        | 0         | —     | —     | 2          | 0          | —         | —         | 13    | 0     |
| Всего за «Харт оф Мидлотиан» | Всего за «Харт оф Мидлотиан» | 11        | 0         | 0     | 0     | 2          | 0          | 0         | 0         | 13    | 0     |
| Всего за карьеру             | Всего за карьеру             | 34        | 0         | 9     | 0     | 7          | 0          | 7         | 0         | 57    | 1     |

(откорректировано по состоянию на 30 марта 2013)

## Сборная Шотландии
С 2007 года Уилсон защищает цвета различных сборных Шотландии. Был капитаном национальной команды для футболистов до 19 лет. В составе шотландской «молодёжки» Дэнни принял активное участие в квалификационном турнире к европейскому первенству среди молодёжных команд 2013.
Дебют молодого защитника в составе первой сборной Шотландии состоялся 16 ноября 2010 года, когда «тартановая армия» в товарищеском поединке играла против Фарерских островов. Первый «блин» не вышел «комом» — на 24-й минуте Уилсон открыл счёт в этой встрече. Окончательный результат матча — 3:0 в пользу шотландцев. 27 марта 2011 года он вышел со скамейки запасных в товарищеском матче против Бразилии на стадионе «Эмирейтс». В важной игре отборочного турнира чемпионата Европы 2012 против Чехии Уилсон вышел на замену и стал виновником пенальти, который позволил чехам вырвать очко при счёте 2:2. Однако повторы этого инцидента показали, что чешский игрок Ян Резек совершил нырок, и судья Кевин Блом позже признал свою ошибку.
Всего за первый состав «тартановой армии» Уилсон провёл пять игр и забил один гол.

### Матчи и голы за сборную Шотландии
| № | Дата            | Место                             | Оппонент          | Счёт | Голы | Соревнование                                      |
| 1 | 16 ноября 2010  | «Питтодри», Абердин, Шотландия    | Фарерские острова | 3:0  | 1    | Товарищеский матч                                 |
| 2 | 9 февраля 2011  | «Авива», Дублин, Ирландия         | Северная Ирландия | 3:0  | —    | Кубок наций 2011                                  |
| 3 | 27 марта 2011   | «Эмирейтс», Лондон, Англия        | Бразилия          | 0:2  | —    | Товарищеский матч                                 |
| 4 | 10 августа 2011 | «Хэмпден Парк», Глазго, Шотландия | Дания             | 2:1  | —    | Товарищеский матч                                 |
| 5 | 3 сентября 2011 | «Хэмпден Парк», Глазго, Шотландия | Чехия             | 2:2  | —    | Отборочный матч чемпионата Европы по футболу 2012 |

Итого: 5 матчей / 1 гол; 3 победы, 1 ничья, 1 поражение.
(откорректировано по состоянию на 3 сентября 2011)

### Сводная статистика игр/голов за сборную
| Сборная          | Год              | Отборочные матчи ЧМ | Отборочные матчи ЧМ | Финальные матчи ЧМ | Финальные матчи ЧМ | Отборочные матчи ЧЕ | Отборочные матчи ЧЕ | Финальные матчи ЧЕ | Финальные матчи ЧЕ | Кубок наций | Кубок наций | Товарищеские матчи | Товарищеские матчи | Итого | Итого |
| Сборная          | Год              | Игры                | Голы                | Игры               | Голы               | Игры                | Голы                | Игры               | Голы               | Игры        | Голы        | Игры               | Голы               | Игры  | Голы  |
| ---------------- | ---------------- | ------------------- | ------------------- | ------------------ | ------------------ | ------------------- | ------------------- | ------------------ | ------------------ | ----------- | ----------- | ------------------ | ------------------ | ----- | ----- |
| Шотландия        | 2010             | —                   | —                   | —                  | —                  | —                   | —                   | —                  | —                  | —           | —           | 1                  | 1                  | 1     | 1     |
| Шотландия        | 2011             | —                   | —                   | —                  | —                  | 1                   | 0                   | —                  | —                  | 1           | 0           | 2                  | 0                  | 4     | 0     |
| Всего за карьеру | Всего за карьеру | 0                   | 0                   | 0                  | 0                  | 1                   | 0                   | 0                  | 0                  | 1           | 0           | 3                  | 1                  | 5     | 1     |

(откорректировано по состоянию на 3 сентября 2011)

## Достижения

### Командные достижения
«Рейнджерс»
- Чемпион Шотландии: 2009/10
- Обладатель Кубка Шотландии: 2008/09
- Обладатель Кубка шотландской лиги: 2009/10

 «Харт оф Мидлотиан»
- Финалист Кубка шотландской лиги: 2012/13

 Сборная Шотландии
- Серебряный призёр Кубка наций: 2011

### Личные достижения
- Молодой игрок года по версии футболистов Профессиональной футбольной ассоциации Шотландии: 2010
- Молодой игрок года по версии журналистов Шотландии: 2010
- Лучший молодой игрок года «Рейнджерс» по версии болельщиков клуба: 2010